# Max Müller
Friedrich Maximilian Müller, noto comunemente come Max Müller (Dessau, 6 dicembre 1823 – Oxford, 28 ottobre 1900), è stato un filosofo, filologo, storico delle religioni, linguista e orientalista tedesco.

## Biografia

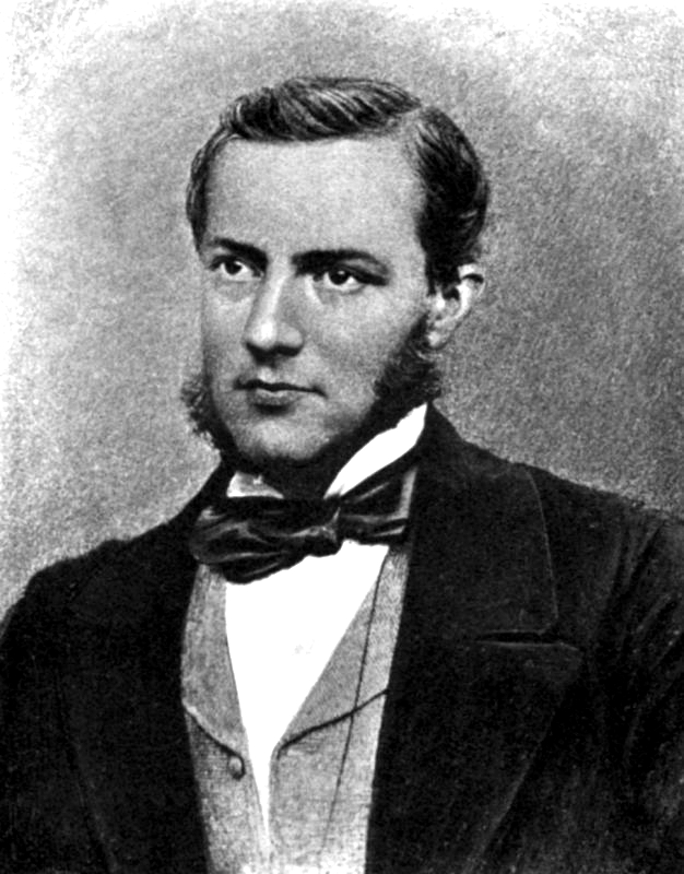
ritratto giovanile di Max Muller.

Figlio del poeta Wilhelm Müller, è considerato il fondatore della disciplina della religione comparata, ovvero di quel tipo di studio antropologico che si occupa di analizzare in modo scientifico e pragmatico i fenomeni religiosi, i rituali mistici, il sacro e il divino. È autore di un libro riguardante un alfabeto rivolto al missionario che per la prima volta si trovi a trascrivere un linguaggio orale.

Visse per gran parte della sua vita in Inghilterra e fu professore di filologia comparata all'Università di Oxford dove divenne il primo professore ad ottenere la cattedra di filologia comparata. Tra le sue pubblicazioni compare l'imponente opera Sacred Books of the East, in 50 volumi, una raccolta di traduzioni in inglese di testi sacri orientali, considerata una delle massime espressioni della scienza sociale di epoca vittoriana. La sua datazione dei Veda muove dall'idea biblica secondo cui l'uomo sarebbe stato creato 6.000 anni prima.

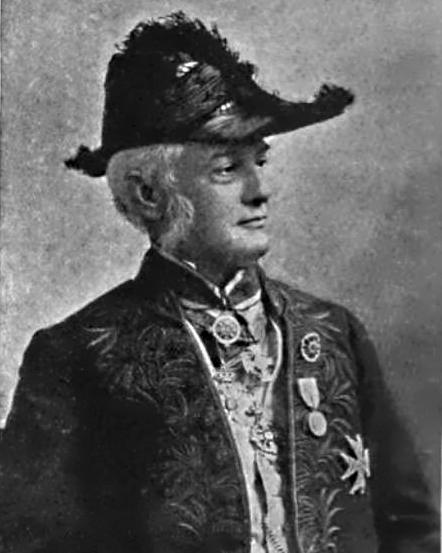
Max Muller nel 1898.

Fu in contatto con grandi personalità filosofiche del tempo. Celebre è il suo carteggio con Ralph Waldo Emerson. Max Muller studiò anche a Berlino e lì conobbe Friedrich Schelling. Uomo dagli interessi assai ampi, Max Müller fu uno dei primi europei a interessarsi alle filosofie orientali, facendosi tra l'altro sostenitore di una concezione spiritualista dell'evoluzione umana. In questo campo, fu promotore del concetto di Turanismo.
Teorico, insieme ad Ernest Renan, del linguaggio - istinto, per quanto concerne l'origine del linguaggio egli «propone quella del ding dong. Per lui, ad ogni impressione ricevuta dall'esterno, l'homo loquens fa corrispondere un'espressione determinata». Max Muller si interessò particolarmente alla filosofia kantiana e restò inoltre affascinato dalla sua filosofia trascendentale, mentre si oppose alle idee di Charles Darwin.

## Onorificenze

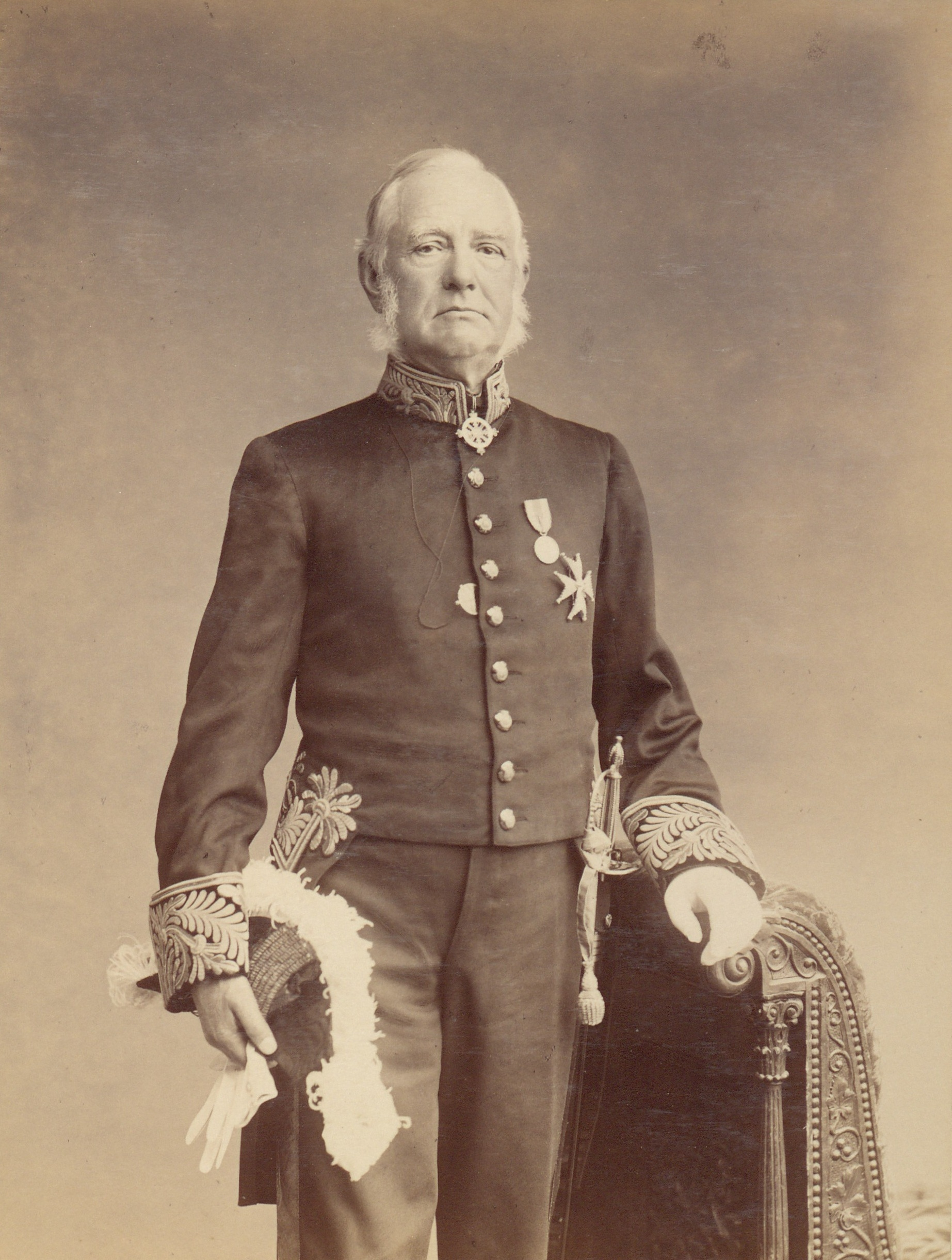
In uniforme, anni 1890.